# The Generosity of Mr. Smith
The Generosity of Mr. Smith è un cortometraggio muto del 1912 diretto da Warwick Buckland.
Si conoscono pochi dati del film che, prodotto dalla Hepworth, fu distrutto nel 1924 dallo stesso produttore, Cecil M. Hepworth. Fallito, in gravissime difficoltà finanziarie, il produttore pensò in questo modo di poter almeno recuperare il nitrato d'argento della pellicola.

## Trama
Una ragazza mette fine a un flirt con un uomo sposato comperando alcuni regali e inviandoli alla moglie dell'uomo.

## Produzione
Il film fu prodotto dalla Hepworth.

## Distribuzione
Distribuito dalla Hepworth, il film - un cortometraggio di 206 metri - uscì nelle sale cinematografiche britanniche il 29 dicembre 1912.